# Tourville-sur-Odon
Tourville-sur-Odon – miejscowość i gmina we Francji, w regionie Normandia, w departamencie Calvados.
Według danych na rok 1990 gminę zamieszkiwało 889 osób, a gęstość zaludnienia wynosiła 523 osoby/km² (wśród 1815 gmin Dolnej Normandii Tourville-sur-Odon plasuje się na 253. miejscu pod względem liczby ludności, natomiast pod względem powierzchni na miejscu 1102.).

## Współpraca
- Buk (od 2007 r.)